# Neurofisiología

Registro de actividad neuronal y su topografía

La neurofisiología es la rama de la fisiología que estudia la funcionalidad del sistema nervioso. 
Este registro de la actividad bioeléctrica demostró que el sistema nervioso es esencialmente dinámico.

La etimología tomada del griego νεῦρον neuron que significa nervio y φύσις fisis como naturaleza y -λογία -logía como conocimiento, sería literalmente: «conocimiento de la naturaleza del nervio».

Toda acción o conducta es resultado de modificaciones en la función del sistema nervioso. La neurofisiología demuestra cómo funciona este complicado sistema y cómo produce la variedad de modelos de conductas que manifiestan los organismos. Se han producido interesantes avances en la investigación, sobre todo en los aspectos bioquímicos y eléctricos.

## Historia
En 1792 Luigi Galvani demostraba que la electricidad podía iniciar contracciones musculares. Realizó sus experimentos en una máquina electrostática acoplada a extremidades de ranas. 
Se puede plantear como el inicio del estudio de la excitabilidad eléctrica de los músculos y la excitabilidad de las neuronas.

En 1849 Emil du Bois-Reymond descubrió que era también posible llevar un registro de la actividad eléctrica durante la actividad de la contracción muscular.

En 1890 Étienne-Jules Marey realiza el registro gráfico de la actividad neuromuscular, así introdujo el término de electromiografía.

En 1928 el fisiólogo Edgar Douglas Adrian, demostró la presencia de electricidad dentro de las células nerviosas. Adrian incorporó el método y el lenguaje de la neurofisiología básica-experimental a la práctica clínica. Recibió el premio Nobel en 1932 por su trabajo con las células nerviosas (neuronas). 

## Características
La neurofisiología (NF) registra y analiza la actividad eléctrica, que se está produciendo de manera espontánea, o sea la actividad desarrollada durante la función, de alguna de las  estructuras del Sistema Nervioso. 

La NF obtiene así información sobre el funcionamiento de los componentes del Sistema Nervioso. La actividad registrada tiene unos parámetros de normalidad que se alteran en caso de patología.
Otra forma de estudio es la aplicación controlada de estímulos sobre algunas estructuras del Sistema Nervioso, para provocar su respuesta y registrarla para comprobar si es normal o está alterada.

## Técnicas utilizadas
- Electroencefalograma (EEG)

La actividad de la corteza cerebral en cualquier sujeto, se obtiene en un electroencefalograma.
- Electromiograma (EMG)

La actividad muscular se detecta en el electromiograma.
- Potenciales evocados: somatosensoriales, visuales, auditivos y motores.

- Polisomnograma (PSG)

La actividad generada durante los períodos de sueño.
- Estimulación cortical cerebral

- Estimulación de raíces motoras

## Principios básicos
La Neurofisiología básica  trata de estudiar el comportamiento de neuronas o grupos de neuronas (redes).

Una sola neurona no puede hacer mucho por sí misma. La función del sistema nervioso depende de grupos de neuronas que trabajan juntas. Las neuronas individuales se conectan a otras para estimular o inhibir su actividad y forman circuitos que pueden procesar la información entrante y producir una respuesta.
Los principales hechos establecidos por la neurofisiología elemental son:
- Un cerebro gran cantidad de neuronas.

El número de neuronas de un cerebro humano se ha estimado en más de  1,6 × 1010 neuronas.
- Las neuronas consisten de: un cuerpo celular, una estructura dendrítica arbórea y un axón.

Las neuronas son células que poseen numerosas dendritas y un axón. Las dendritas forman una estructura arbórea inmensa que puede extenderse por amplias áreas de un cerebro, los axones pueden llegar a tener más de un metro de longitud. 
- Las neuronas generan potenciales eléctricos.

Los potenciales eléctricos, que bien pueden ser de tipo sub-umbral como los EPSP (Excitatory Post- Sinaptic Potential) e IPSP (Inhibitory Post- Sinaptic Potential) o bien pueden ser de tipo supra-umbral como los potenciales de acción (PA), son fenómenos electrofisiológicos provocados porque las membranas celulares tienen propiedades activas que las hacen excitables o sensibles a potenciales eléctricos procedentes de otras neuronas. La sumación de inputs eléctricos converge a lo largo de la neurona y genera el potencial al comienzo del axón, que se propagará a lo largo de su longitud hasta el terminal axónico.
- Los potenciales eléctricos son los mecanismos básicos para la comunicación entre neuronas.

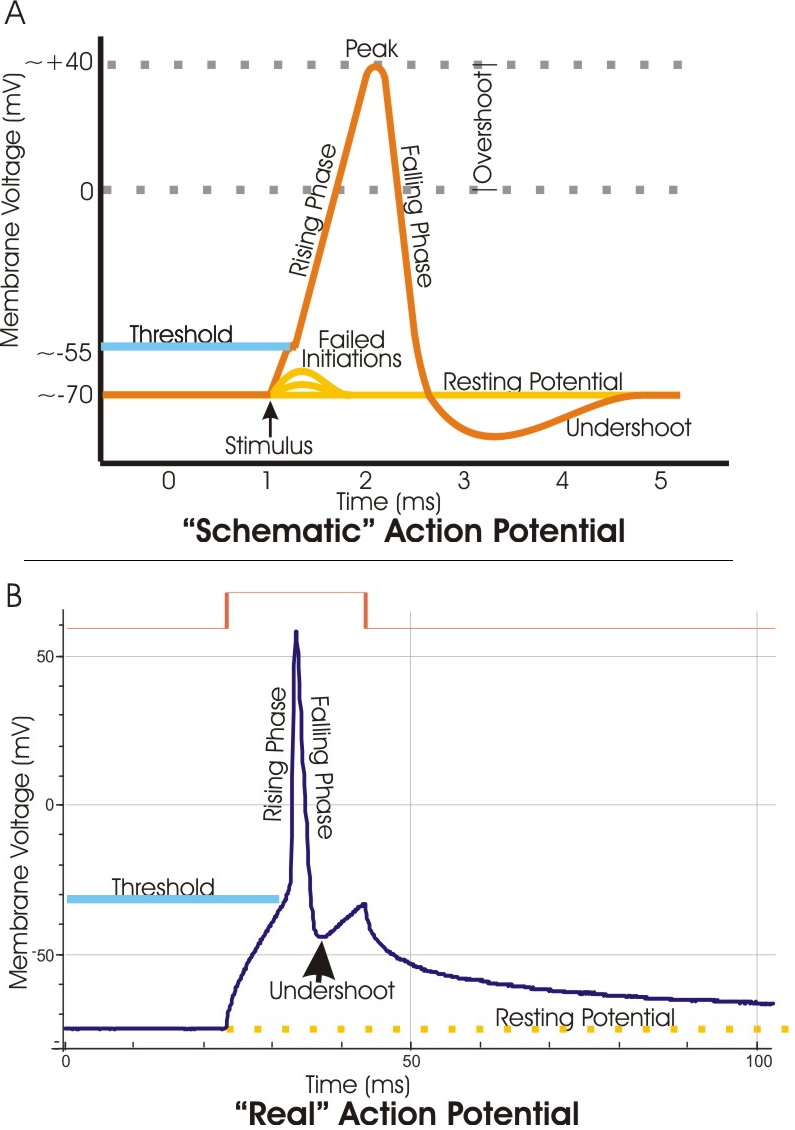
Actividad eléctrica de neurona piramidal del Hipocampo.

Los potenciales de acción son señales eléctricas que una neurona envía a otras y representan un determinado tipo de información. Cada neurona recibe muchas señales procedentes de otras neuronas (potencial convergente) y a su vez envía señales a muchas otras (potencial emergente).
- Las neuronas están funcionalmente polarizadas.

Esto es, las neuronas reciben señales eléctricas a través de sus dendritas, procesan y superponen dichas señales en el soma y envían una respuesta a otras neuronas a través de su axón.
- La unión entre el axón de una neurona y las dendritas de otra neurona se llama sinapsis.

Las sinapsis pueden ser eléctricas y/o químicas. Una sinapsis electro-química está constituida por un emisor presináptico y un receptor postsináptico, separados por una hendidura intersináptica. Cuando un impulso llega al final de un axón, se dispara una cadena  de reacciones fisiológicas en el terminal axónico que conlleva la liberación de sustancias químicas (neurotransmisores) en el espacio intersináptico. Estas se difunden pasivamente a lo largo del espacio sináptico produciendo cambios en el potencial de la membrana postsináptica.
- El Principio de Dale, establece que una neurona es o bien excitatoria o bien inhibitoria.

Es excitatoria si el potencial de la membrana postsináptica se incrementa, hecho conocido como "despolarización". Cuando una neurona se despolariza se facilita la generación de un potencial de acción en la neurona postsináptica.

Si por el contrario el potencial decrece la neurona es inhibitoria. La hiperpolarización que puede llegar a sufrir una neurona inhibitoria impide la generación de potencial de acción. Sin embargo, encontraremos neuronas que liberen determinados tipos de neurotransmisores (ej.: las neuronas colinérgicas del prosecéfalo basal o las neuronas dopaminérgicas de la corteza Prefrontal) que tendrán efectos diversos y distintos dependiendo de las condiciones fisiológicas y de las células que reciban dicho estímulo.
Los hechos establecidos por la neurofisiología elemental pueden ser aprovechados por la teoría matemática de redes neuronales para construir modelos matemáticos que permitan identificar fenómenos neurofisiológicos como la memoria y el aprendizaje.

## Neurofisiología clínica
La neurofisiología clínica es una disciplina médica, que estudia la fisiopatología de los grandes síndromes y enfermedades del sistema nervioso central y periférico.

Utiliza técnicas que se basan en el registro de la actividad eléctrica o magnética de distintas estructuras o sistemas, ya sea en situación basal o luego de su estimulación.

Tiene sus fundamentos en los conocimientos de las neurociencias básicas y tiene como objetivo la exploración funcional del sistema nervioso, utilizando las técnicas de electroencefalografía, de electromiografía, de polisomnografía, de potenciales evocados, de magnetoencefalografía, así como de neuromodulación, con fines. diagnósticos, pronósticos y terapéuticos.